# Stefan Rey
Stefan Rey (* 1989 in Wuppertal) ist ein deutscher Jazzmusiker (Kontrabass, E-Bass, Komposition).

## Leben und Wirken
Rey, der in Hückeswagen aufwuchs, begann bereits als Jugendlicher, als Kontrabassist in mehreren lokalen Bands Jazz zu spielen. 2014 schloss er sein Studium als Jazzinstrumentalist an der Hochschule für Musik und Tanz Köln bei Dietmar Fuhr und Dieter Manderscheid mit Bestnote ab. Sein Prüfungskonzert gab er gemeinsam mit dem Gitarristen Jonas Vogelsang. Rey war bei verschiedenen Wettbewerben erfolgreich, unter anderem gewann er den Solistenpreis des MeerJazz Big Band Concours sowie den NRW-Landeswettbewerb Jugend jazzt NRW mit Auszeichnung als bester Solist seines Jahrgangs und wurde 2016 zur Endrunde des internationalen Jazz Bass Wettbewerbs beim Bass-EU-Kongress in Prag eingeladen.
Im gemeinsam mit Vogelsang gegründeten Quartett Radius legte er 2016 das gleichnamige Album bei Hey!Jazz (mit Constantin Krahmer und Thomas Sauerborn) vor. In seinem Trio mit Jerry Lu am Piano und Niklas Walter am Schlagzeug interpretierte er vor allem Eigenkompositionen und trat auch mit Johan Hörlén auf. Er spielt unter anderem bei Erna Rot, dem Hot Club de Cologne und Mischa Vernov 4tet.
Rey wirkte 2019 zudem bei mehreren Produktionen der WDR Big Band mit, unter anderem mit Vince Mendoza, Becca Stevens, Michael Mossman und Bert Joris. Er ist auch auf Alben von dem Marius Peters Trio, Heike Duncker Trio, von Matthias Schuller, Hanna Schörken (Filán), Gero Schipmanns Esja4 (Petrichor), Hochhäuser, Margaux und die Banditen, Marion & Sobo Band zu hören.